# Edward Ricketts
Edward Flanders Robb Ricketts, più conosciuto con il nome di Ed Ricketts (Chicago, 14 maggio 1897 – Monterey, 11 maggio 1948), è stato un biologo, ecologo e filosofo statunitense.
Ricketts studiò zoologia all'università di Chicago e sulla sua formazione ebbe una forte influenza il suo professore W. C. Allee, ma abbandonò gli studi senza laurearsi.
La sua figura venne più volte romanzata dal suo amico John Steinbeck, che lo prese a modello per diversi personaggi:
- Doc nei romanzi Vicolo Cannery (Cannery Row) e Quel fantastico giovedì (Sweet Thursday)
- Doc Burton  in La battaglia (Dubious Battle )
- Casy in Furore (The Grapes of Wrath)
- Doctor Winter in La luna è tramontata (The Moon is Down)

Steinbeck e Ricketts inoltre scrissero insieme la parte narrativa di Sea of Cortez e Steinbeck scrisse in seguito un breve ricordo dell'amico scomparso come introduzione all'edizione dell'opera pubblicata dall'editore Viking con il titolo di Diario di bordo dal mare di Cortez (The Log from the Sea of Cortez).
Dal 1927 al 1948 il Pacific Biological Laboratory di Ricketts, situato al n. 800 di Ocean View Avenue a Monterey in California, fu una specie di salotto dove si incontravano scrittori, artisti e personalità di spicco dell'epoca. Bruce Ariss, Joseph Campbell, Henry Miller, John Steinbeck, Lincoln Steffens e Francis Whitaker sono solo alcuni tra i tanti che frequentarono il laboratorio.

## Biografia
Ricketts nasce a Chicago, città dove trascorre la maggior parte della sua infanzia (tranne un anno passato in Sud Dakota quando ha dieci anni) I suoi genitori sono Abbott Ricketts e Alice Beverly Flanders Ricketts. Ha un fratello ed una sorella minori, Frances e Thayer.
Dopo un anno al college si trasferisce in Texas e in Nuovo Messico. Nel 1917 viene arruolato dall'esercito tra il personale medico; Ricketts odia l'organizzazione militare, ma Steinbeck in seguito scrive: "Fu un ottimo soldato".

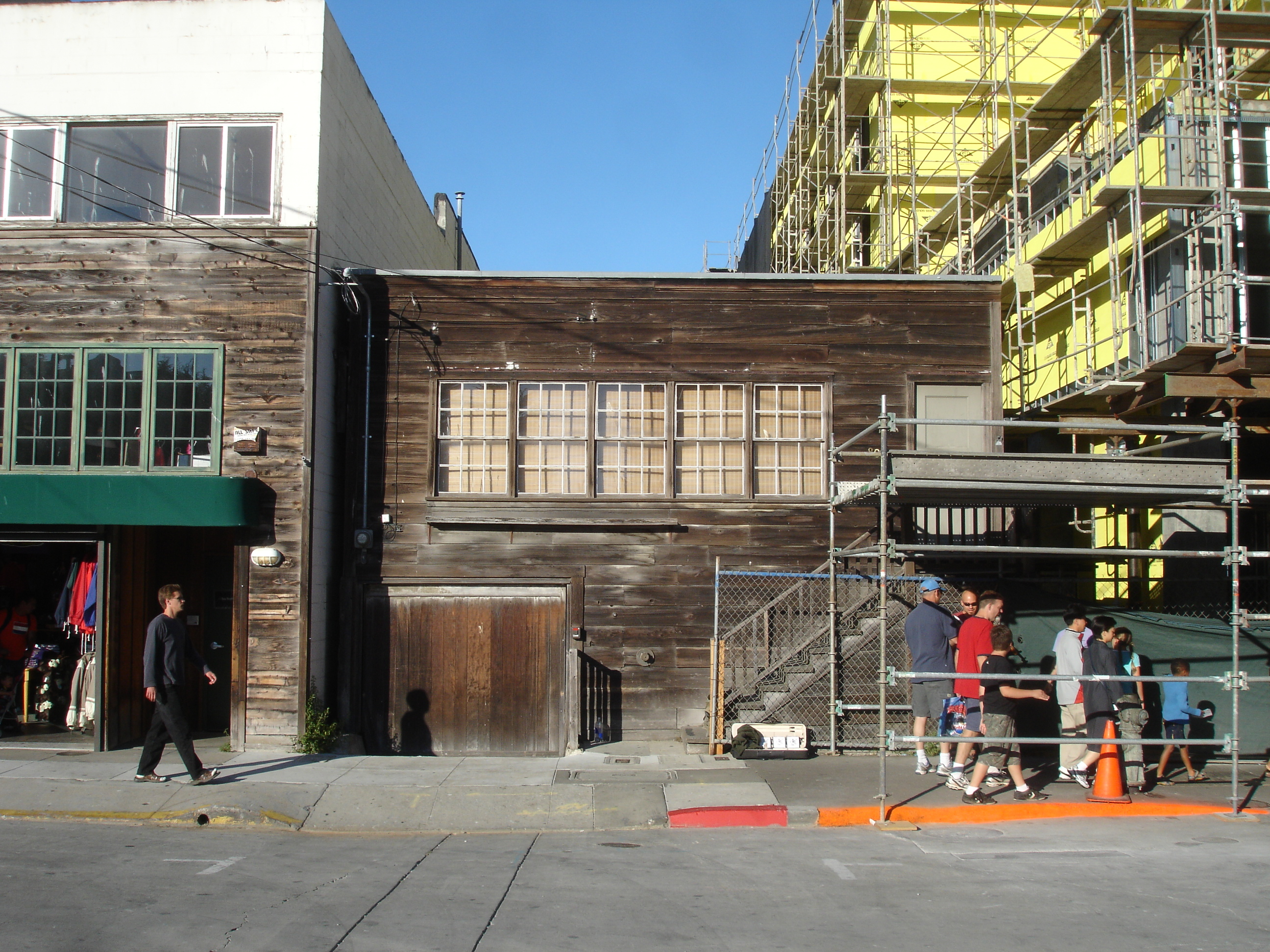
Il laboratorio a Cannery Row

Dopo essere stato congedato dall'esercito segue per breve tempo alcuni corsi all'University of Chicago, ma poi abbandona e trascorre diversi mesi viaggiando a piedi attraverso il sud degli Stati Uniti, dall'Indiana alla Florida. Torna poi a Chicago frequentando ancora un po' l'università. Nel 1922 incontra e sposa sua moglie Nan. L'anno successivo nasce loro figlio, Edward F. Ricketts Jr., e si trasferiscono in California dove organizzano i Pacific Biological Laboratories insieme ad Albert E. Galigher, un amico dei tempi del college che insieme a Ricketts, quando erano compagni di scuola, aveva gestito un'impresa simile ma ovviamente su scala ridotta. L'anno dopo, il 1924, Ricketts rimane però il solo proprietario del laboratorio. La coppia ha anche due figlie: Nancy Jane nel 1924 e Cornelia nel 1926.
Tra il 1925 e il 1927 i genitori e la sorella lo raggiungono in California: sia Frances che il padre lo aiutano al laboratorio.
Nel 1932 Nan lascia Ricketts e porta via con sé i bambini. È la prima di molte separazioni e riappacificazioni. La coppia si separa definitivamente nel 1936 e Ricketts va ad abitare nel laboratorio che però, il 25 novembre dello stesso anno viene distrutto da un incendio propagatosi dalla vicina fabbrica di conserve. Perde così quasi tutto, tra cui una straordinaria mole di corrispondenza, gli appunti delle sue ricerche e la sua amata biblioteca che conteneva un po' di tutto, da testi scientifici di inestimabile valore alla sua adorata collezione di libri di poesia.
Nel 1940 Ricketts e Steinbeck navigano verso il Golfo di California con una barca da pesca presa a noleggio, con l'intento di raccogliere invertebrati marini da classificare ed includere nel loro catalogo scientifico Sea of Cortez. Nello stesso anno Ricketts inizia una relazione con Toni Jackson che, insieme a sua figlia Kay, si trasferisce da lui; la convivenza durerà fino al 1947.
Durante la Seconda guerra mondiale Ricketts entra nuovamente nell'esercito, questa volta come tecnico clinico; viene chiamato in servizio nell'ottobre del 1942, pochi mesi prima di raggiungere il limite di età, mentre suo figlio viene chiamato l'anno seguente.
Nel 1945 Steinbeck pubblica il romanzo Vicolo Cannery e Ricketts, su cui è basato il personaggio di Doc, acquista una certa modesta celebrità, tanto che turisti e giornalisti iniziano a cercare di incontrarlo. Steinbeck tratteggia Doc (e di conseguenza Ricketts) come un intellettuale dalle diverse sfaccettature, bandito dai circoli che in quell'ambiente contano, un bevitore amante delle feste che frequenta la classe operaia, le prostitute e i vagabondi di Cannery Row a Monterey.
Questo ritratto corrisponde in gran parte al vero, ma non del tutto e talvolta si rivela ingannevole. Ricketts, secondo tutti i racconti, lo legge con una certa irritazione, ma conclude dicendo che non lo si doveva criticare perché non era stato scritto con malizia.
Nel settembre del 1946 Nancy Jane ha un figlio, rendendo così Ricketts nonno. Nello stesso anno però Kay inizia ad avere gravissimi problemi di salute a causa di un tumore al cervello. Muore il 5 ottobre 1947. Toni, stravolta dal dolore, finisce per lasciare Ricketts.
Soltanto poche settimane dopo Ricketts incontra Alice Campbell, una studentessa di musica e filosofia che ha la metà dei suoi anni. Si "sposano" all'inizio del 1948, anche se in realtà il matrimonio non è valido perché Ricketts non ha mai legalmente divorziato da Nan
L'8 maggio 1948 Ricketts sta attraversando i binari della ferrovia all'incrocio di Drake Avenue, proprio nei pressi di Cannery Row, quando un treno investe la sua auto. Sopravvive per tre giorni, parte dei quali trascorsi anche in stato cosciente, ma muore l'11 maggio.
All'incrocio dove avvenne l'incidente venne messo un busto bronzeo di Ricketts a grandezza naturale per commemorarlo.

## Scritti filosofici
Oltre ai lavori sulla fauna marina, Ricketts scrisse tre saggi filosofici: continuò ad elaborarli nel corso degli anni, aggiungendo nuove idee ed argomentazioni traendo spunto dai giudizi e dai commenti di Campbell, Miller ed altri amici. Il primo saggio espone il suo concetto di pensiero non-teleologico, un modo di guardare alle cose per ciò che effettivamente sono, senza preoccuparsi di cercare spiegazioni per la loro esistenza. Nel secondo saggio, The Spiritual Morphology of Poetry, propose di definire quattro categorie progressive di poesia, dalla più semplice alla più elevata, ed assegnò vari celebri poeti a queste categorie. Il terzo saggio, The Philosophy of 'Breaking Through', esamina il superamento dei propri confini per mezzo delle arti e descrive i suoi momenti di "balzo in avanti decisivo" (Breaking Through), come quando per la prima volta ascoltò la Madama Butterfly.
Secondo quanto si può leggere nelle sue lettere, le conversazioni avute con il compositore John Cage aiutarono Ricketts a chiarire alcune delle sue teorie sulla poesia e gli fecero comprendere meglio l'attenzione che molti artisti contemporanei pongono sulla forma rispetto al contenuto.
Nonostante Steinbeck, per aiutare l'amico, avesse proposto questi saggi a diversi editori, soltanto uno fu pubblicato mentre Ricketts era ancora in vita, il primo, che fu inserito in Sea of Cortez.
Tutti i suoi scritti più consistenti, insieme ad altre opere più brevi, furono pubblicati da Joel Hedgpeth nei due volumi di The Outer Shores, corredati da una nota biografica curata dallo stesso Hedgpeth.

## Il suo contributo alle scienze biologiche
All'epoca in cui operava Ricketts, il concetto di ecologia era praticamente appena nato. Concetti al giorno d'oggi comunemente conosciuti come habitat, nicchia ecologica, successione, rapporto predatore-preda e catena alimentare erano idee non ancora pienamente comprese ed accettate. Ricketts fu tra i pochi biologi marini a studiare gli organismi che vivono nella zona delle maree direttamente sul luogo.
La più importante opera scientifica di Ricketts è Between Pacific Tides, scritto insieme a Jack Calvin e pubblicato per la prima volta nel 1939. Ricketts fece una revisione del testo per la 2ª edizione, pubblicata poco dopo la sua morte. Da allora, curato e rivisto da altri studiosi, il testo è considerato un punto fermo e un classico sulla zoologia marina costiera della California ed è ad oggi giunto alla 5ª edizione.
La terza e la quarta edizione di Between Pacific Tides furono curate dal Dr. Joel W. Hedgpeth, che mantenne intatto il livello di eccellenza nella classificazione delle specie raggiunto dal testo servendosi dello stesso tipo di approccio ecologico alla biologia marina.
Un contemporaneo di Ricketts, S. F. Light dell'Università di Berkeley, pubblicò nel 1941 un importante testo sullo stesso argomento servendosi però di un approccio sistemico tradizionale. Il suo Light's Manual è considerato un altro classico ed è attualmente giunto alla 3ª edizione. La differenza con l'approccio adottato da Ricketts, all'epoca definito "pionieristico", può essere facilmente ravvisata confrontando i due testi. Light's Manual è un testo minuzioso, denso, tecnico e di difficile lettura per i non esperti, ma di fondamentale importanza per gli specialisti del ramo. Between Pacific Tides è scritto in modo colloquiale, leggibile, ricco di osservazioni e di commenti e di facile fruibilità per chiunque sia interessato alle forme di vita del litorale. Non è un manuale esauriente sugli invertebrati marini, ma illustra gli animali più diffusi e comuni con uno stile accattivante e chiaro per i principianti, pur offrendo anche informazioni importanti e ben documentate per i biologi. Non è organizzato seguendo la tassonomia tradizionale, ma seguendo i diversi habitat. In questo modo, ad esempio, i granchi non sono trattati tutti nello stesso capitolo: i granchi che vivono sugli scogli si trovano in una sezione diversa rispetto a quelli che vivono nelle zone sommerse o sulle spiagge sabbiose.
Sea of Cortez può essere quasi considerato come due libri separati. La prima parte è sostanzialmente narrativa, scritta a quattro mani con Steinbeck: Ricketts tenne un diario quotidiano nel corso della spedizione mentre Steinbeck rielaborò il materiale. In seguito questa parte venne pubblicata da sola con il titolo di  The Log From the Sea of Cortez, senza il nome di Ricketts in copertina. Il resto del libro, circa 300 pagine, è un "catalogo filogenetico annotato" degli esemplari raccolti. Questa sezione è integralmente opera di Ricketts. Ironicamente fu pubblicato organizzandolo secondo il sistema tassonomico tradizionale, ma con numerose annotazioni di tipo ecologico quando disponibili.
Dall'epoca in cui visse Ricketts, le scienze ecologiche si sono evolute verso analisi più accurate e quantitative e articoli di "storia naturale" non vengono generalmente più accettati dalle riviste di settore. Ricketts fece un primo tentativo di analisi ecologica quantitativa negli articoli che pubblicò sul giornale di Monterey, in cui analizzava la locale industria della pesca delle sardine. Valutò l'ammontare annuale complessivo del pescato e descrisse il ciclo vitale delle sardine trattando anche il plancton di cui si nutrono e la temperatura dell'acqua, notando che il pescato andava diminuendo man mano che la pesca si faceva più intensiva. Quando l'industria della pesca andò in crisi, a Monterey si chiesero tutti dove fossero finite le sardine. "Sono dentro le scatolette!" scrisse Ricketts. Alla luce delle conoscenze attuali sembra essere stata una deduzione piuttosto semplice, ma il lavoro di Ricketts era uno dei primissimi esempi di ecologia quantitativa applicata allo sfruttamento delle risorse naturali.

## Opere (parziale)
- Edward F. Ricketts e Jack Calvin. (1939). Between Pacific Tides.  Stanford University Press; quinta revisione/edizione. 1992. ISBN 0-8047-2068-1
- Edward F. Ricketts e Joel W. Hedgpeth (ed). (1978). Outer Shores. Mad River Press. ISBN 0-916422-13-5
- Edward F. Ricketts e Joel W. Hedgpeth (ed). (1979). Outer Shores 2: Breaking Through. Mad River Press. ISBN 0-916422-14-3
- Edward F. Ricketts. Katharine A. Rodger (2003). Renaissance Man of Cannery Row: The Life and Letters of Edward F. Ricketts. University of Alabama Press. ISBN 0-8173-5087-X
- John Steinbeck. Edward F. Ricketts (1941). Sea of Cortez: A Leisurely Journal of Travel and Research, with a Scientific Appendix Comprising Materials for a Source Book on the Marine Animals of the Panamic Faunal Province. Ristampato da Paul P Appel Pub. 1971.  ISBN 0-911858-08-3